# زمین‌لرزه ۱۹۹۳ پاپوآ گینه نو
زمین‌لرزه پاپوآ گینه نو  در تاریخ ۱۳ اکتبر ۱۹۹۳ میلادی، برابر با ‎۲۱ مهر ۱۳۷۲، ساعت ۲:۰۶:۰۰ به زمان یوتی‌سی در پاپوآ گینه نو رخ داد. ژرفای این زلزله ۲۱٫۳ کیلومتر بود، و بزرگی آن ۶٫۹ در مقیاس Mw اعلام شده‌است. زمین‌لرزه به وقت محلی در روز چهارشنبه، ساعت ۱۲ روی داده و منطقه زمانی آن یوتی‌سی +۱۰ بوده‌است .
سازمان زمین‌شناسی آمریکا نیز رومرکز این زمین‌لرزه را در مختصات ۵°۵۳′۲۰″جنوبی ۱۴۶°۰۱′۱۲″شرقی / ۵٫۸۸۹°جنوبی ۱۴۶٫۰۲°شرقی و ژرفای آن را در ۲۵ کیلومتر گزارش کرده‌است. بزرگی برگزیدهٔ این سازمان از میان بزرگی‌های محاسبه‌شدهٔ مختلف ۶٫۹ در مقیاس Mw بوده و از دید اثر، در میان چهار دسته‌بندی «نامحسوس»، «محسوس»، «زیان‌آور» یا «با تلفات»، زلزله را «با تلفات» اعلام کرده‌است.رانش زمین در آن به وجود آمده‌است.
پروژهٔ «تنسور گشتاور مرکزوار» زاویه‌های (راستا، شیب، ریک) گسل سازندهٔ زمین‌لرزه و صفحه عمود بر آن را (°۳۱۰، °۸، °۱۱۰) یا (°۱۱۰، °۸۳، °۸۷) و نوع گسل را «معکوس» فرارسانده‌است.
تعداد زخمیان ۲۰۰ نفر برآورده شده‌است.بی‌خانمان شدگان نیز ۱۰۰۰۰ نفر اعلام شده‌است.